# جامعه اطلاعاتی اسرائیل
جامعه اطلاعاتی اسرائیل متشکل از آمان (اطلاعات نظامی)، موساد (اطلاعات خارج از کشور) و شاباک (امنیت داخلی) است.

## سازمان‌های فعلی
- اداره اطلاعات نظامی (امان): عالی‌ترین شاخه نظامی-اطلاعاتی نیروهای دفاعی اسرائیل (IDF)

- سپاه اطلاعات: نهاد اصلی جمع‌آوری و تجزیه و تحلیل اطلاعات ستاد کل ارتش اسرائیل؛ همچنین سازمان شنود الکترونیک اسرائیل موسوم به واحد ۸۲۰۰ را شامل می‌شود
- اداره امنیت اطلاعات: واحد اصلی اطلاعات-امنیتی و ضد جاسوسی امان
- بخش تحقیقات: واحد اصلی تمام منابع اطلاعاتی-ارزیابی امان
- اداره اطلاعات هوایی: واحد اطلاعات نیروی هوایی اسرائیل
- بخش اطلاعات نیروی دریایی: واحد اطلاعات سپاه دریایی اسرائیل
- سپاه جمع‌آوری اطلاعات رزمی: واحد اطلاعات ستاد ارتش GOC
- سایرت متکل (סיירת מטכ"ל): واحد نیروهای ویژه ارتش اسرائیل که مستقیماً تابع آمان است.
- واحدهای اطلاعاتی چهار فرماندهی منطقه ای (مرکزی، شمالی، جنوبی، جبهه داخلی).

- موساد: سازمانی که در درجه اول مسئول کار اطلاعاتی خارجی است
- شاباک ("شین بت"): سازمانی که مسئول حفظ امنیت داخلی، از جمله در سرزمین‌های اشغالش شده توسط اسرائیل است.
- شعبه اطلاعات پلیس اسرائیل
- مرکز تحقیقات سیاسی: شعبه اطلاعاتی وزارت امور خارجه اسرائیل

## سازمان‌های سابق
- ناتیو: سازمانی که مسئول آوردن یهودیان از کشورهای بلوک شوروی بود، که بعداً جلوه‌ای از موساد لیالیه بت بود. پس از انحلال اتحاد جماهیر شوروی در دهه ۱۹۹۰، از جامعه اطلاعاتی خارج شد و به بخشی در دفتر نخست‌وزیر تبدیل شد.
- لکم: سازمان مسئول به دست آوردن و ایمن‌سازی فناوری مخفی. در سال ۱۹۸۶ منحل شد و مدیر آن، رفیع ایتان، به دلیل افشا شدن جاناتان پولارد، که دادگاه ایالات متحده او را به جاسوسی برای اسرائیل محکوم کرد، استعفا داد.

## نظارت مجلس
نظارت پارلمانی بر جامعه اطلاعاتی توسط کمیته فرعی اطلاعات و خدمات مخفی، کمیته فرعی کمیته امور خارجه و دفاع، که بر کل نیروهای امنیتی اسرائیل نظارت دارد، انجام می‌شود.

## برای مطالعهٔ بیشتر
- Ephraim Kahana "Reorganizing Israel's Intelligence Community", International Journal of Intelligence and Counterintelligence, Volume 15, Number 3, 1 July 2002, pp. 415–428(14)
- Amir Cahane "Who will watch the watchmen? oversight of online surveillance in Israel", in "Rethinking Mass Surveillance In The Information Age" Paper Series, Israel Public Policy Institute and Heinrich Boll Foundation (2020)